# 托雷佩罗希尔
托雷佩罗希尔，是西班牙安达卢西亚自治区哈恩省的一个市镇。总面积91平方公里，总人口7464人（2001年），人口密度82人/平方公里。